# اینو-اوه
اینو-اوه (انگلیسی: Inu-Oh) یک فیلم موزیکال انیمه ژاپنی محصول ۲۰۲۱ به کارگردانی ماساکی یوآسا است.